# Бекетівка (Волгоград)
Бекетівка — мікрорайон (колишнє село) в Кіровському районі Волгограда. Розташований за 16 км на південь від центру міста.

## Історія
Заснована в середині XVIII століття переселенцями з України, що оселилися на землях поміщика Бекетова. За походженням поселенців поселення отримало назву «Хохлівка». Спочатку поселення розташовувалося при яру Пахотін. Після Пугачівського повстання перенесено на сучасне місце, до річки Єлшанка, навпроти села Стара Отрада. Поселення мало статус слободи, відносилося до Отрадинської волості Царицинського повіту Саратовської губернії. У 1862 році в слободі налічувалося 108 дворів, проживало 362 душі чоловічої та 399 жіночої статі, були 4 млини. Жителі займалися хліборобством, городництвом, баштанництвом та візництвом. До кінця XIX століття населення слободи становило понад 1 000 осіб.
У 1919 році у складі Царицинського повіту включено до складу Царицинської губернії.
9 листопада 1929 в Бекетівці народилася відома радянський і російський композитор-пісняр Олександра Пахмутова.
Постановою ВЦВК РРФСР від 10 липня 1931 року село Бекетівка включено в міську межу міста Сталінграда.
В останній період Сталінградської битви в Бекетівці розташовувався штаб 64-ї радянської армії генерал-лейтенанта М.С. Шумілова. Сюди після капітуляції був доставлений і допитаний 31 січня 1943 року полонений генерал-фельдмаршал Паулюс.
Після закінчення Сталінградської битви у Бекетівці і навколо неї була створена мережа таборів німецьких військовополонених, де спочатку розміщувалося все капітулююче німецьке угруповання (91 тис. осіб). Останній табір військовополонених був закритий 1949 року.

## Населення
Динаміка чисельності населення за роками:
| 1862 | 1882 | 1894 | 1895 | 1897 | 1911 |
| ---- | ---- | ---- | ---- | ---- | ---- |
| 761  | 844  | 1145 | 1036 | 1228 | 1525 |